# Bandera de les Valls d'Aguilar
La bandera oficial de les Valls d'Aguilar té la següent descripció:
| « | Bandera apaïsada, de proporcions dos d'alt per tres de llarg, blanca, amb dos triangles de color verd fosc a la part inferior, el primer, amb un catet d'1/2 de l'alçària del drap a la vora de l'asta i l'altre de llargària 1/2 de la del mateix drap a la vora inferior; i el segon, igual, a la vora del vol; i l'àguila negra de l'escut, d'alçària 7/9 de la del drap i amplària 4/9 de la llargària del mateix drap, al centre. | » |

Va ser aprovada el 10 de novembre de 2000 i publicada en el DOGC el 27 de novembre del mateix any amb el número 3274.